# Glysterus
Glysterus is een geslacht van hooiwagens uit de familie Gonyleptidae.
De wetenschappelijke naam Glysterus is voor het eerst geldig gepubliceerd door Roewer in 1931. 

## Soorten
Glysterus omvat de volgende 6 soorten:
- Glysterus calcartibialis
- Glysterus costaricensis
- Glysterus guatemalensis
- Glysterus laeviscutatus
- Glysterus metatarsalis
- Glysterus scutatus